# だんきょうこ
だんきょうこは東京都出身の書家である。

## 人物
- 武蔵野美術短期大学デザイン科を卒業後、広告制作会社を経て、書家山本萌に師事し、1997年ジャパネスクカリグラファーとして活動を開始し、2001年から東京都内のギャラリーで個展を開いている。
- 1998年には三和酒類の「いいちこ」で統一ロゴを制作した。
- 2006年にNHK大河ドラマ「功名が辻」で題字を担当した。